# ۱۰۰۱ کتابی که باید پیش از مرگ بخوانید
۱٬۰۰۱ کتابی که باید پیش از مرگ بخوانید، کتاب مرجع ادبی برپایهٔ نقد حدود یک‌ صد منتقد و نویسنده از سرتاسر جهان، ویراستهٔ استاد ادبیات انگلیسی دانشگاه ساسکس، پیتر باکسل و با مقدمه‌ای از نویسندهٔ کتاب‌های تاریخی، پیتر آکروید است که به معرفی ۱٬۰۰۱ کتاب از شاهکارهای ادبیات جهان می‌پردازد. اگرچه تمرکز کتاب بر معرفی رمان است، وانگهی آثار غیرداستانی هم در آن به چشم می‌خورد. این کتاب نخستین‌بار در سال ۲۰۰۶ در ۹۶۰ صفحه منتشر شد.
هر عنوان شامل خلاصه‌ای از داستان کتاب انتخاب‌شده، مروری بر زندگی‌نامهٔ نویسندهٔ آن و نقدی از کتاب است. کتاب‌ها به ترتیب سال نشر مرتب شده‌اند. همچنین نگاره‌هایی از نویسندگان یا از فیلم‌های اقتباس‌شده از کتاب‌ها در آن وجود دارد.

## نقدها
پاتریک تی ریردن معتقد است که در انتخاب کتاب‌ها بی‌طرفی رعایت نشده‌است چرا که تقریباً تمام صد منتقدی که در انتخاب کتاب‌ها نقش داشته‌اند اهل پادشاهی متحد بریتانیا یا ساکن آن هستند. به گفتهٔ او ۳۹ درصد کتاب‌ها نوشتهٔ نویسندگان انگلیسی، اسکاتلندی، ولزی و ایرلندی است و ۲/۳ کتاب‌ها به زبان انگلیسی نوشته شده‌اند.
از نقدهای دیگری که به این کتاب وارد شده فهرست کردن تمام یا تعداد زیادی از کتاب‌های یک نویسندهٔ مشهور است. تعداد کم کتاب‌های کودکان نیز ضعف دیگر این کتاب دانسته شده‌است.

## فهرست کتاب‌ها

### سدهٔ ششم پیش از میلاد
- افسانه‌های ازوپ، ازوپ

### سدهٔ نخست میلادی
- دگردیسی‌ها، اوید

### سدهٔ دوم میلادی
- چایریاس و کالیرهو، کاریتون
- الاغ طلایی، آپولیوس

### سدهٔ سوم میلادی
- اتیوپیکا، هلیودوروس حمصی

### سدهٔ نهم میلادی
- هزار و یک شب، نامشخص

### سدهٔ شانزدهم میلادی
- گارگانتوا (۱۵۳۴)، فرانسوا رابله
- یوفوریس: آناتومی شوخ‌طبعی (۱۵۷۸)، جان لایلی
- مسافر بدشانس (۱۵۹۴)، توماس نش

### سدهٔ هفدهم میلادی
- دن کیشوت (۱۶۰۵)، میگل د سروانتس
- پیشرفت زائر (۱۶۷۸)، جان بانیان
- شاهدخت دو کلو (۱۶۷۸)، مادام دو لا فایت
- اورونوکو (۱۶۸۸)، افرا بن

### سدهٔ هجدهم میلادی
- قصه لاوک (۱۷۰۴)، جاناتان سوییفت
- رابینسون کروزوئه (۱۷۱۹)، دانیل دفو
- عشق در افراط (۱۷۱۹)، الیزا هیوود
- مال فلاندرز (۱۷۲۲)، دانیل دفو
- رکسانا: معشوقه خوش‌شانس (۱۷۲۴)، دانیل دفو
- سفرهای گالیور (۱۷۲۶)، جاناتان سوییفت
- پیشنهاد فروتنانه (۱۷۲۹)، جاناتان سوییفت
- جوزف اندروز (۱۷۴۲)، هنری فیلدینگ
- خاطرات مارتینوس اسکریبلروس (۱۷۴۱)، جان آرباتنات و دیگران
- ژاک قضا و قدری و اربابش (۱۷۹۶)، دنی دیدرو
- پاملا، یا پاداش پاکدامنی (۱۷۴۰)، ساموئل ریچاردسون
- کلاریسا (۱۷۴۸)، ساموئل ریچاردسون
- ماجراهای پاتریک رندوم′′ (۱۷۴۸)، توبیاس اسمالت
- سرگذشت تام جونز، بچهٔ سرراهی (۱۷۴۹)، هنری فیلدینگ
- فنی هیل (۱۷۴۹)، جان کلیلند
- ماجراهای پریگرن پیکل (۱۷۵۱)، توبیاس اسمالت
- آملیا (۱۷۵۱)، هنری فیلدینگ
- خیالبافی زن (۱۷۵۲)، شارلوت لنوکس
- ساده‌دل (۱۷۵۹)، ولتر
- داستان راسلاس شاهزاده حبشه (۱۷۵۹)، ساموئل جانسون
- هلوئیز جدید (۱۷۶۱)، ژان-ژاک روسو
- برادرزاده رامو (۱۷۶۱)، دنی دیدرو
- امیل (۱۷۶۲)، ژان-ژاک روسو
- قلعه اترانتو (۱۷۶۴)، هراس والپول
- قائم‌مقام ویکفیلد (۱۷۶۶)، الیور گلدسمیت
- زندگی و عقاید آقای تریسترام شندی (۱۷۶۷)، لورنس استرن
- سفری پر از احساس به فرانسه و ایتالیا (۱۷۶۸)، لورنس استرن
- مرد احساساتی (۱۷۷۱)، هنری مکنزی
- سفر هامفری کلینکر (۱۷۷۱)، توبیاس اسمالت
- رنج‌های ورتر جوان (۱۷۷۴)، یوهان ولفگانگ فون گوته
- اولینا (۱۷۷۸)، فرانسیس برنی
- رویاهای گردشگر تنها (۱۷۸۲)، ژان-ژاک روسو
- وابط خطرناک (۱۷۸۲)، پیر-آمبرواز شودرلو دو لاکلو
- اعترافات (۱۷۸۲)، ژان-ژاک روسو
- سیسیلیا (۱۷۸۲)، فرانسیس برنی
- ۱۲۰ روز در سودوم (۱۷۸۵)، مارکی دو ساد
- واتک (۱۷۸۶)، ویلیام توماس بکفرد
- ماجراجویی‌های کیلب ویلیامز (۱۷۹۴)، ویلیام گادوین
- روایت جذاب زندگی اولادا اکوئیانو (۱۷۹۴)، اولادا اکوئیانو
- رازهای آدولفو (۱۷۹۴)، آن رادکلیف
- کارآموزی ویلم مایستا (۱۷۹۵)، یوهان ولفگانگ فون گوته
- راهب (۱۷۹۶)، متیو لوئیس
- کامیلا (۱۷۹۶)، فرانسیس برنی
- راهبه (۱۷۹۶)، دنی دیدرو
- هیپریون (۱۷۹۷)، فریدریش هولدرلین

### نیمهٔ نخست سدهٔ نوزدهم میلادی
- قلعه راکرنت (۱۸۰۰)، ماریا اجورث
- پیوندهای مؤثر (۱۸۰۹)، یوهان ولفگانگ فون گوته
- عقل و احساس، (۱۸۱۱)، جین آستن
- غایب (۱۸۱۲)، ماریا اجورث
- غرور و تعصب (۱۸۱۳)، جین آستن
- منسفیلد پارک (۱۸۱۴)، جین آستن
- اما (۱۸۱۶)، جین آستن
- راب روی (۱۸۱۷)، والتر اسکات
- ترغیب (۱۸۱۷)، جین آستن
- صومعهٔ نورث‌انگر (۱۸۱۷)، جین آستن
- فرانکنشتاین (۱۸۱۸)، مری شلی
- آیوانهو (۱۸۲۰)، والتر اسکات
- صومعه (۱۸۲۰)، والتر اسکات
- ملموت سرگردان (۱۸۲۰)، چارلز ماتورین
- البیگن‌ها (۱۸۲۴)، چارلز ماتورین
- خاطره‌ها و اعتراف‌های شخصی یک گناهکار توجیه‌شده (۱۸۲۴)، جیمز هاگ
- آخرین مهیکان‌ها (۱۸۲۶)، جیمز فنیمور کوپر
- نامزد (۱۸۲۷)، آلساندرو ماندزونی
- سرخ و سیاه (۱۸۳۰)، استاندال
- گوژپشت نتردام (۱۸۳۱)، ویکتور هوگو
- یوژینی گرانده (۱۸۳۴)، انوره دو بالزاک
- بابا گوریو (۱۸۳۵)، انوره دو بالزاک
- دماغ (۱۸۳۶)، نیکلای گوگول
- الیور توئیست (۱۸۳۸)، چارلز دیکنز
- نیکلاس نیکلبی (۱۸۳۹)، چارلز دیکنز
- سقوط خانه آشر (۱۸۳۹)، ادگار آلن پو
- صومعه پارم (۱۸۳۹)، استاندال
- نفوس مرده (۱۸۴۲)، نیکلای گوگول
- سرود کریسمس (۱۸۴۳)، چارلز دیکنز
- آرزوهای برباد رفته (۱۸۴۳)، اونوره دو بالزاک
- مغاک و آونگ (۱۸۴۳)، ادگار آلن پو
- زندگی و ماجراجویی‌های مارتین چوزلویت (۱۸۴۴)، چارلز دیکنز
- نامهٔ ربوده (۱۸۴۴)، ادگار آلن پو
- سه تفنگدار (۱۸۴۴)، الکساندر دوما
- ملکه مارگوت (۱۸۴۵)، الکساندر دوما
- کنت مونت-کریستو (۱۸۴۶)، الکساندر دوما
- بازار خودفروشی (۱۸۴۶)، ویلیام تاکری
- جین ایر (۱۸۴۷)، شارلوت برونته
- اگنس گری (۱۸۴۷)، آن برونته
- بلندی‌های بادگیر (۱۸۴۷)، امیلی برونته
- مستأجر عمارت وایلدفل (۱۸۴۸)، آن برونته
- مری بارتون (۱۸۴۸)، الیزابت گاسکل
- شرلی (۱۸۴۹)، شارلوت برونته

### نیمهٔ دوم سدهٔ نوزدهم میلادی
- دیوید کاپرفیلد (۱۸۵۰)، چارلز دیکنز
- داغ ننگ (۱۸۵۰)، ناتانیل هاوثورن
- موبی‌دیک (۱۸۵۱)، هرمان ملویل
- خانه هفت شیروانی (۱۸۵۱)، ناتانیل هاوثورن
- ماجرای عاشقانه بلیث دال (۱۸۵۱)، ناتانیل هاوثورن
- کلبه عمو تام (۱۸۵۲)، هریت بیچر استو
- کرانفورد (۱۸۵۳)، الیزابت گاسکل
- ویلت (۱۸۵۳)، شارلوت برونته
- خانه متروک (۱۸۵۳)، چارلز دیکنز
- والدن (۱۸۵۴)، هنری دیوید ثورو
- دوران مشقت (۱۸۵۴)، چارلز دیکنز
- شمال و جنوب (۱۸۵۵)، الیزابت گاسکل
- مادام بوواری (۱۸۵۷)، گوستاو فلوبر
- آدام بد (۱۸۵۹)، جرج الیوت
- ابلومف (۱۸۵۹)، ایوان گانچاروف
- داستان دو شهر (۱۸۵۹)، چارلز دیکنز
- ماکس هولار (۱۸۶۰)، مولتاتولی
- فون مرمری (۱۸۶۰)، ناتانیل هاوثورن
- زن سپیدپوش (۱۸۶۰)، ویلکی کالینز
- آسیابی بر رودخانه (۱۸۶۰)، جرج الیوت
- کاخ ریچموند (۱۸۶۰)، آنتونی ترولوپ
- در شرف وقوع (۱۸۶۰)، ایوان تورگنیف
- آرزوهای بزرگ (۱۸۶۱)، چارلز دیکنز
- سایلس مارنر (۱۸۶۱)، جرج الیوت
- پدران و پسران (۱۸۶۲)، ایوان تورگنیف
- بی‌نوایان (۱۸۶۲)، ویکتور هوگو
- کودکان آب: داستان پریان برای کودک زمین (۱۸۶۳)، چارلز کینگزلی
- یادداشت‌های زیرزمینی (۱۸۶۴)، فیودور داستایفسکی
- دایی سیلاس (۱۸۶۴)، شریدان لوفانو
- دوست مشترکمان (۱۸۶۵)، چارلز دیکنز
- آلیس در سرزمین عجایب (۱۸۶۵)، لوئیس کارول
- جنایت و مکافات (۱۸۶۶)، فیودور داستایفسکی
- سفر به اعماق زمین (۱۸۶۶)، ژول ورن
- گاهشماری بارست‌شایر (۱۸۶۷)، آنتونی ترولوپ
- ترز راکن (۱۸۶۷)، امیل زولا
- زنان کوچک (۱۸۶۸)، لوییزا می الکات
- ماه‌الماس (۱۸۶۸)، ویلکی کالینز
- ابله (۱۸۶۹)، فیودور داستایوفسکی
- ترانه‌های مالدورور (۱۸۶۹)، کنت دو لوتریامو